# Elachista albidella
Elachista albidella — вид лускокрилих комах родини злакових молей-мінерів (Elachistidae).

## Поширення
Вид поширений в Європі та Північній Америці. Трапляється в Україні.

## Опис
Розмах крил сягає 9–10 мм. Голова біла. Передні крила білі, коста, а іноді і спина, вкриті волосками. Задні крила досить темно-сірі. Личинка зеленувато-сіра, спереду більше жовтувата; голова темно-коричнева.

## Спосіб життя
Личинки живляться листям Calamagrostis arundinacea, Carex acuta, Carex acutiformis, Carex riparia, Deschampsia cespitosa, Deschampsia flexuosa, Eleocharis palustris, Eriophorum angustifolium, Melica nutans, Poa palustris та Scirpus caespitosus.